# Holger Danske (motståndsgrupp)

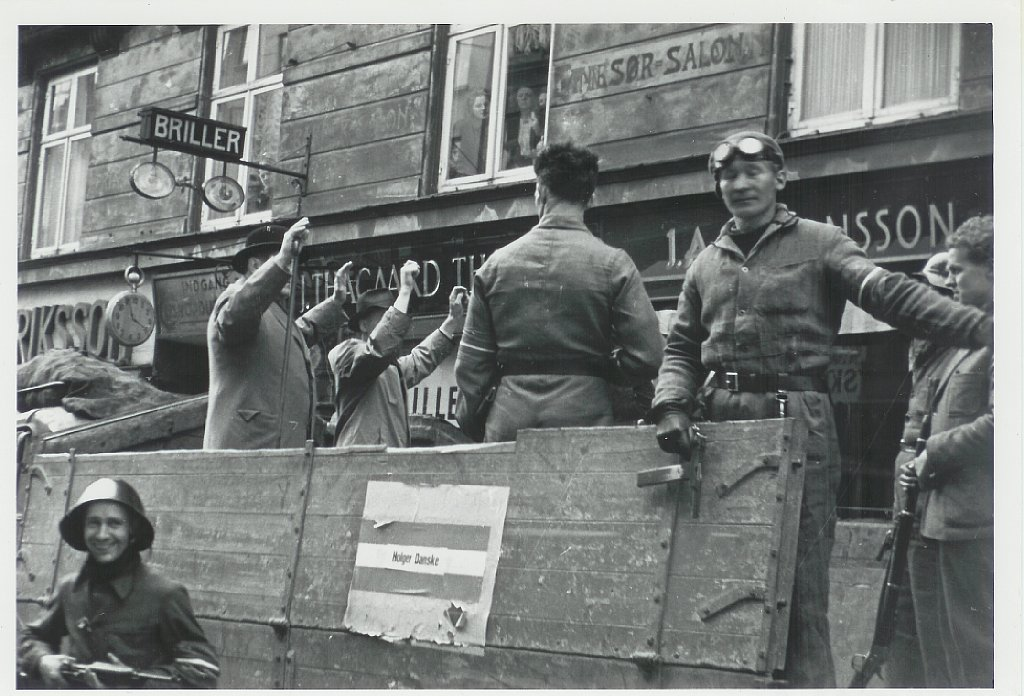
Medlemmar ur Holger Danske griper misstänkta nazisympatisörer i maj 1945.

Holger Danske var en dansk motståndsgrupp under andra världskriget. Den grundades av frivilliga som under finska vinterkriget kämpat på Finlands sida mot Sovjetunionen. Den var bland de största motståndsgrupperna med runt 350 medlemmar mot slutet av kriget. Gruppen genomförde runt 100 sabotageaktioner och 200 mord på informatörer som lämnat ut uppgifter om medlemmar av motståndsrörelsen. Gruppen är namngiven efter den legendariske danske hjälten Holger Danske.

## Historia
Gruppen formades i Köpenhamn 1942 av fem män som alla kämpat på den finska sidan under finska vinterkriget. Vid denna tid var motstånd mot ockupationen särskilt riskfyllt eftersom den allmänna opinionen till stor del var motståndare till sabotage och den danska regeringens politik var att visa samarbetsvilja med ockupationsmakten samtidigt som man försökte behålla så mycket av sin självständighet som möjligt. Såväl Holger Danske som den övriga motståndsrörelsen var mycket kritiska till denna samarbetspolitik och fortsatte att förespråka ett betydligt mer militant motstånd. Gunnar Dyrberg återger i sina memoarer hur han sett danskar i vänlig konversation med tyskar strax efter invasionen och anger det som ett av skälen till att han senare gick med i Holger Danske under kodnamnet Bob Herman. I den självbiografiska boken De ensomme Ulve beskriver han utförligt sin roll som likvidatör.
Gestapo infiltrerade Holger Danske två gånger, och totalt greps och avrättades 64 medlemmar av gruppen.
Holger Danskes mest kända sabotageaktioner var sprängattentatet mot de tyska soldaternas förläggning vid Forum-arenan 1943 och attacken mot varvet Burmeister & Wain 1944.
Två av Holger Danskes medlemmar var Bent Faurschou-Hviid och Jörgen Haagen Schmith som blev berömda under sina täcknamn, Flamman och Citronen. Båda ledde flera sabotageaktioner 1943 och 1944. De porträtteras i spelfilmen Flamman och Citronen från 2008.